# Vincent d'Abbadie
Vincent d'Abbadie (Escout, 1652 – Pau, 1707) è stato un esploratore francese, che partecipò alla colonizzazione del nord America.

## Biografia
Nel 1665 salpò dal porto di La Rochelle con il reggimento Carignan-Salières, al comando del marchese Henri de Chastelard de Salières, diretto nella Nuova Francia per combattere gli Irochesi.
Fu a capo della spedizione militare del 1670 in Canada, che rese esecutiva la pace di Breda del 1667 e riportò l'Acadia sotto il dominio francese. Dotato di grande ascendente sugli Indiani d'America, divenne quasi un loro re e difese Pentagoët, nel 1703, dagli attacchi inglesi. Suo figlio Anselme, proseguì la sua azione colonizzatrice-militare.